# 新潟県立塩沢商工高等学校
新潟県立塩沢商工高等学校（にいがたけんりつしおざわしょうこうこうとうがっこう、英称：Niigata Prefectural Shiozawa Commercial and Technical High School）とは、新潟県南魚沼市に所在する県立商工高等学校。愛称は『商工』（しょうこう）。

## 概要

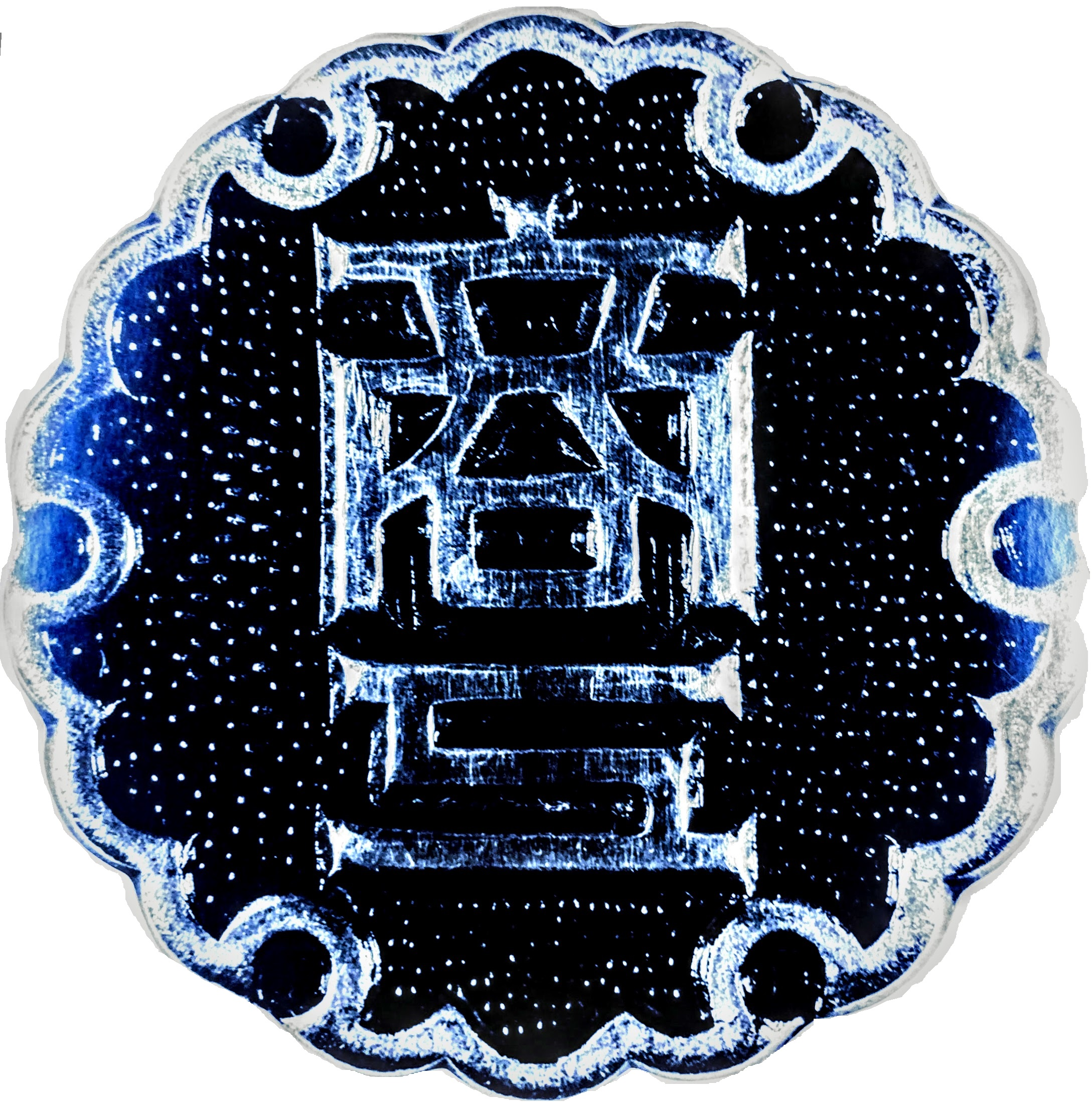
校章

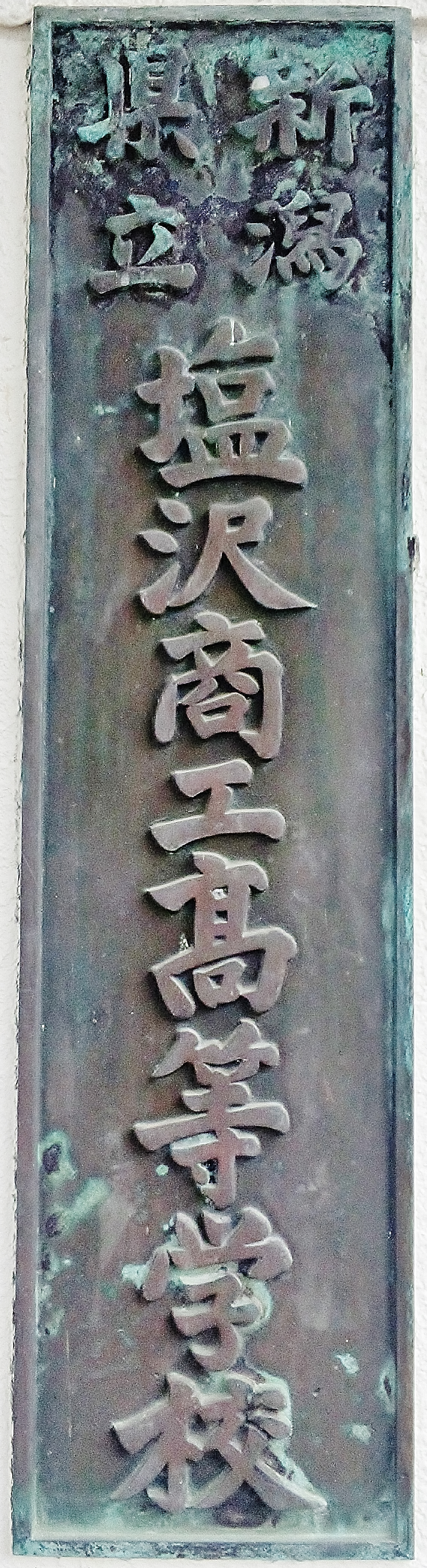
学校表示

南魚沼市の最南端に位置する（旧）塩沢町に位置し、校舎は町を見下ろす丘の上にある。
学校へ続く長い坂は「商工坂」（しょうこうざか）と呼ばれている。
丘陵地帯に囲まれ、小高い丘の上に位置することから、文化祭は「丘陵祭」（きゅうりょうさい）と称する。
付近には関越自動車道の高架道路が設置されているが、本校はその高架よりも更に高い標高に位置している。
商業科と、工業科の流れを持つ地域創造工学科を設置し、「商工高等学校」を名乗る県内唯一の高校となっている。
六日町高等学校の分校を前身として持つ3校（塩沢商工・八海・湯沢）の内の1つで、湯沢高校が2008年に六日町高校へ再併合されてからは、県内の高等学校の中では最南端に位置している。
また、本校では開学当初から現在に至るまでバイクを運転、および同乗している生徒の死亡事故が後を絶たなかったことから、2017年度（当時）文部科学省の交通安全教育実践地域事業の指定校となっていた。
また、開校から間もない昭和41年7月20日には生徒会が「学校安全宣言文」として交通事故防止を訴える声明を発表している。

### 校歌
作詞：上村義平・作曲：小出浩平

### 進路
就職希望者の最終内定率は、平成26年度以降の4年（平成29年度まで） 連続で100％を達成 しており、2016年度以降は公務員（新潟県警察・自衛隊）や、大手民間企業（東急百貨店・JR東日本総合車両製作所）への就職実績もある。
かつては学科問わず就職希望者が大半を占めていた が、2010年代以降、商業科では商業系学科を有する国立新潟大学・大阪経済法科大学・千葉商科大学・駒澤大学・日本大学などの4年制大学 に、専修学校においては、県内外の専門学校や短期大学への進学希望者の割合が年々上昇している。工業科では土木系のコース新設以降、建設系の民間企業への就職者と専修学校への進学者が増加する一方 で、若干数4年制大学への進学者も見受けられる。

### 生徒データ
学級は学科問わず1学級あたり40人で構成されている。2017年度以降商業科に於いては定員割れが続いており例年二次募集が実施されていたが、2018年度より1学級設置となった。

### 特色
本校では全商が実施する検定と全工が実施する検定を共に受験することが可能である。

## 設置課程
- 全日制課程
  - 商業科
    - 情報コース（情報処理）
    - 流通コース（商品開発）
    - 会計コース（簿記）
- 全日制課程（2学級）
  - 機械システム科（募集停止）
    - 土木系
- 全日制課程
  - 地域創造工学科
    - 機械システムコース
    - 地域デザインコース

### 廃止された課程
- 全日制課程
  - 機械科（設置：1963年度・廃止：1994年度→機械システム科に転換）
- 全日制課程
  - 機械システム科（2年次以降・廃止：2013年度）[10]
    - ゼネラルマシンテクノロジーコース・GT（機械系）
    - メカトロニクステクノロジーコース・MT（電気系）
    - ベーシックテクノロジーコース・BT（理数系）
- 全日制課程
  - 情報経理科（設置：1993年度・募集停止：2004年度・閉科：2006年度）
- 全日制課程
  - 商業科（2年次以降）
    - 教養コース（2013年度より総合コースに転換）[10]
    - 総合コース（設置：2013年度・現存せず）[10]
- 定時制課程
  - 商業科（設置：1963年度・廃止1978年度）

## 校舎
本校は1棟の教室棟から機械システム科の実習室を設置した4棟までの全4棟と、第1・第2体育館、格技場から成る。以下は校舎案内図に基づく校舎の概要である。なお、本校ではプールは未設置である。
- 格技場（武道場）
- 第2体育館
- 第1体育館（全2階建て）
  - 2F（体育教官室）
- 1棟（全3階建て）
  - 3F（図書室・司書室・D教室・1年生教室・2年生教室・C教室）
  - 2F（生徒会室・測量実習室・3年生教室・A教室・2年生教室・B教室）
  - 1F（生徒玄関・教務室・校長室・事務室・保健室・2棟連絡通路）
- 2棟（全4階建て・連絡は1棟1階の連絡通路からのみ可能で2棟2Fに繋がる）
  - 4F（商業実践室・電算機室・情報処理室・プログラミング室・書道教室）
  - 3F（簿記実習室・電子計算機実習室・プログラミング室・商業科 科務室・計算実務室・美術教室）
  - 2F（タイプライティング室・相談室と資料室・物理教室・化学教室・社会科教室）
  - 1F（視聴覚教室・調理室・被服教室・変電室・土木材料実習室・トレーニング室）
- 3棟（全2階建て）
  - 2F（CAD実習室・電気工作室・電気実験室・機械科 科務室・製図室）
  - 1F（機械工場・工具室・FA実習室・材料試験実習室）
- 4棟（全2階建て）
  - 2F（パソコン実習室・精密工作実習室・自動生産システム・工業計測実習室）
  - 1F（溶接板金実習室・仕上げ組立実習室・工業基礎実習室・熱機関実習室・コンプレッサー室）

## 沿革
- 1963年1月1日 - 新潟県教育委員会より設立が告示される。
- 1963年2月1日 - 初代校長が発令される。
- 1963年4月1日 - 新潟県立六日町高等学校 塩沢分校（定時制）を合併する。
- 1963年4月1日 - 新潟県立六日町高等学校 塩沢分校の校舎・授産所を仮校舎として転用し開校する。
- 1963年4月12日 - 第1回入学式。
- 1963年10月10日 - 第2校舎の第1期工事が完了・竣工する。これに伴い仮校舎から新校舎に移転する。
- 1963年11月8日 - 開校式
- 1964年2月26日 - 校歌発表会
- 1964年3月3日 - 第1回：定時制の卒業式が挙行される
- 1964年3月31日 - 第2校舎：第2期工事が完了・竣工する。
- 1964年7月15日 - 第3校舎：第1期工事が完了・竣工する。
- 1965年3月31日 - 第1校舎：第1期工事が完了・竣工する。
- 1965年9月7日 - 第4校舎：第2期工事が完了・竣功する。
- 1966年3月3日 - 第1回：全日制・卒業式が挙行される。
- 1966年9月1日 - 体育館（現：第1体育館）が完成する。
- 1969年1月18日 - 第5校舎：機械科・実習工場が完成・竣功する。
- 1973年10月6日 - 創立10周年を記念した式典が挙行される。
- 1973年10月9日 - 校門が樹立される。
- 1974年9月30日 - 第2体育館が竣工する。これに伴い、1966年に完成した体育館の名称が『第1体育館』へと改称される（施行者：山口組・設計者：建築設計協同組合）
- 1974年10月8日 - 第2体育館が完成する。
- 1975年9月23日 - 通学道路が舗装され、消雪・融雪設備が設置される。
- 1975年12月1日 - 昭和51年度の入試より商業科：定時制課程の募集を停止することが発表される。
- 1978年8月15日 - 定時制の閉課程式典が挙行され、記念碑が校舎前に建立される。
- 1980年3月31日 - 野球バックネットが設置される。
- 1980年11月21日 - 格技場が竣工する。
- 1982年8月12日 - 特別教室が竣工する。
- 1982年10月30日 - 創立20周年記念式典挙行。
- 1993年度 - 情報経理科 新設。
- 1994年度 - 機械科 廃止、機械システム科を新設。
- 1995年4月1日 - 制服を学生服・ブレザーから、男女共通デザインのブレザーに変更される。
- 1996年3月19日 - 工業実習棟 竣工。
- 1996年3月19日 - 第4棟 竣工。
- 1999年8月20日 - テニスコート竣工。
- 2004年4月1日 - 情報経理科 募集停止。
- 2004年10月23日 - 川口町を震源とする中越大震災が発生、近隣他校のほとんどが校舎損壊などで被災する[1] 中で、本校は地震前より行われていた耐震補強工事がほぼ完了していたため、大きな被害は免れる[1]。
- 2004年11月19日 - 第1棟の耐震補強改修工事、竣工[1]。
- 2005年10月1日 - 塩沢町の合併に伴い南魚沼市の県立高校となる。
- 2006年4月1日 - 生徒会主導の制服改定に伴い、この年度より現在のブレザー（2代目）が導入される[1]。
- 2010年7月1日 - 1棟各教室に空調機器を設置[1]。
- 2012年9月11日 - 体育館脇のグラウンド災害復旧工事が完了する。
- 2013年度 - 商業科の教養コース（2年次以降）を総合コースに転換。
- 2013年度 - 機械システム科（2年次以降）のコース制をすべて廃止。
- 2013年 - 創立50周年を記念する式典が挙行され、卒業生である鈴木Q太郎こと鈴木正志が講師として招待される[1]。
- 2014年10月29日 - 平成26年度より商業科：2学級募集に改定の公示が行われる[3]。
- 2018年4月1日 -  平成30年度より商業科：1学級募集に改定の公示が行われる。
- 2020年4月1日 - 機械システム科を募集停止とし、地域創造工学科を新設。

## 年間行事
（以下は2017年度生徒手帳および2017年度年間予定表に記載された年間行事である）
- 4月 - 1学期始業式・入学式・対面式
- 5月 - 校外学習・1学期中間考査・全商珠算電卓実務検定
- 6月 - 体育祭（2017年度以降は6月7日開催）
- 7月 - 全商ビジネス文書実務検定・期末考査・球技大会・1学期終業式
- 8月 - 夏季休業・2学期始業式
- 9月 - ロードレース大会
- 10月 - 2学期中間考査・丘陵祭（文化祭）
- 11月 - 開校記念コンサート（3年に一度開催・次回は2020年11月に予定）
- 12月 - 期末考査・沖縄修学旅行（平成29年度は12月8日～4日間）・球技大会（3年生は除く）
- 1月 - 全商簿記実務検定・全商情報処理検定・全商商業経済検定・大学センター試験
- 2月 - スキー大会
- 3月 - 追認考査・卒業証書授与式・終業式・離任式

## 部活動
- 野球部 - 2005年秋季県大会ベスト4
- 陸上競技部（2017年度：北信越大会5位・インターハイ出場）
- スキー同好会
- 柔道部
- バスケットボール部
- バレーボール部
- 卓球部
- バドミントン部
- サッカー部
- テニス部
- 機械部
- 文芸部
- 写真部
- 音楽部
- 演劇部
- 家庭部
- 美術部
- 剣道部
- 書道同好会
- ボランティア同好会
- ウエイトリフティング同好会（2017年度：北信越大会3位・インターハイ出場）

## ギャラリー

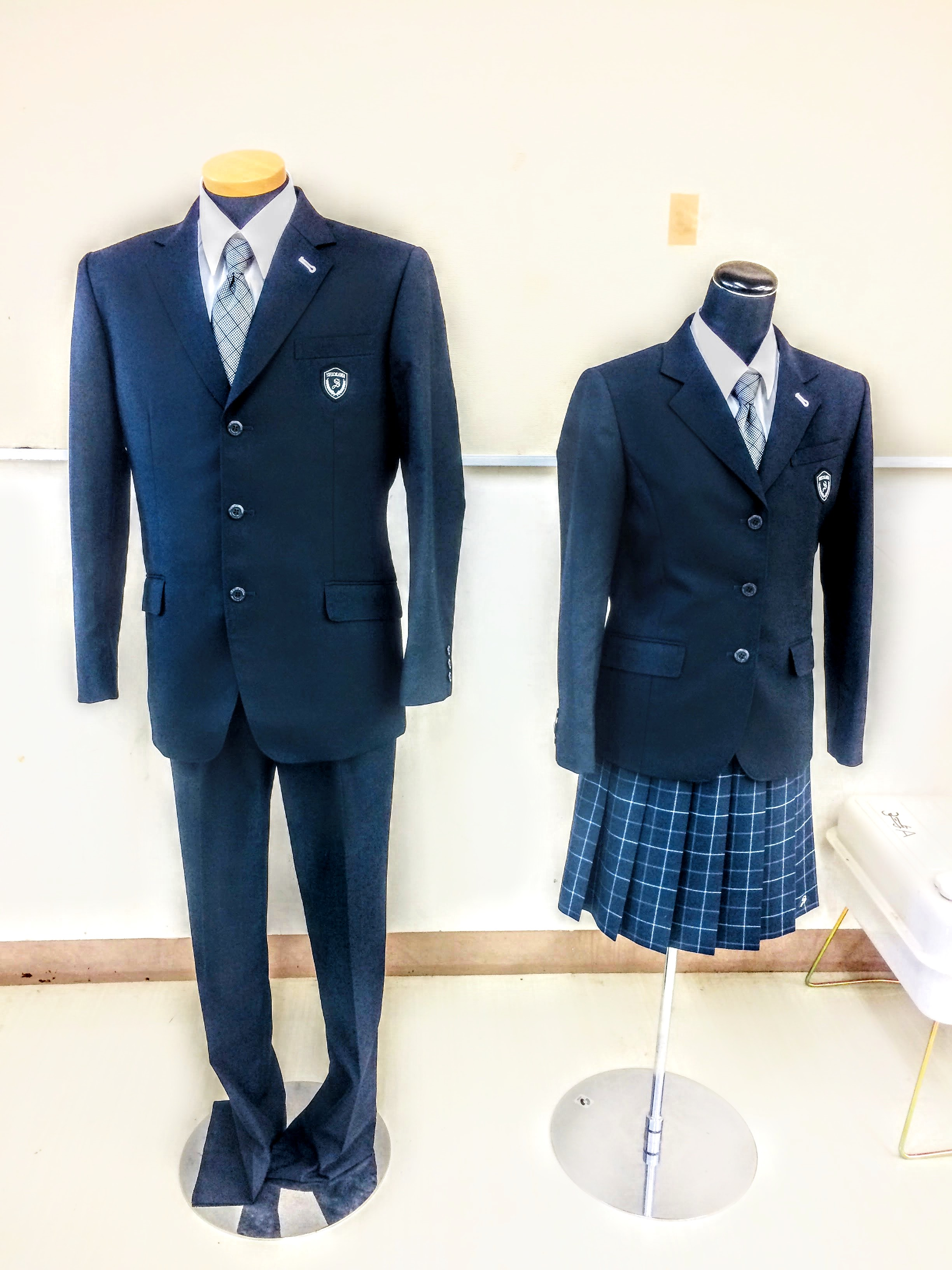
3代目制定服の明石スクールユニフォーム『T・H・D LA MAISON』
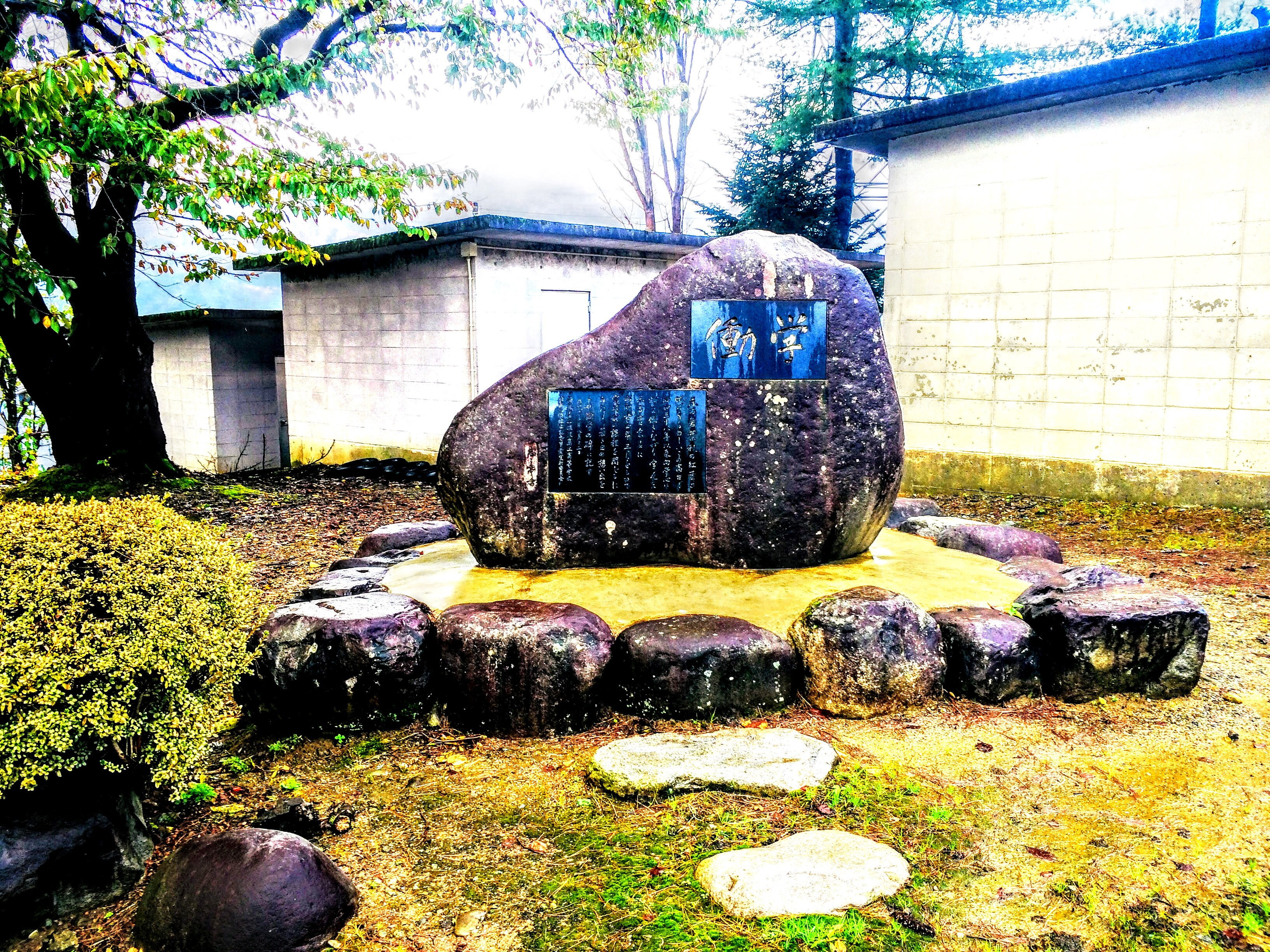
定時制閉科記念の石碑
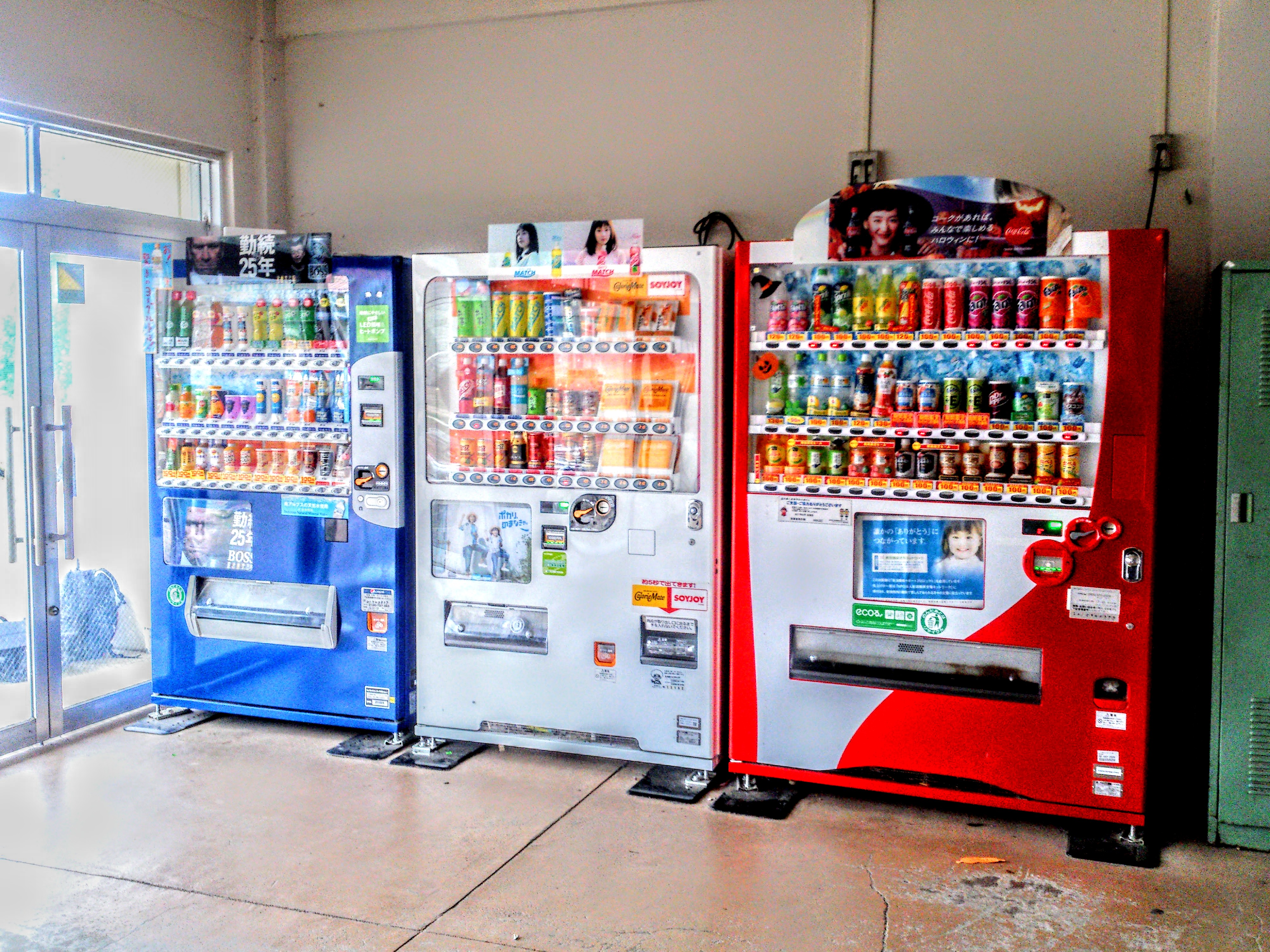
1棟生徒玄関内に設置された自動販売機
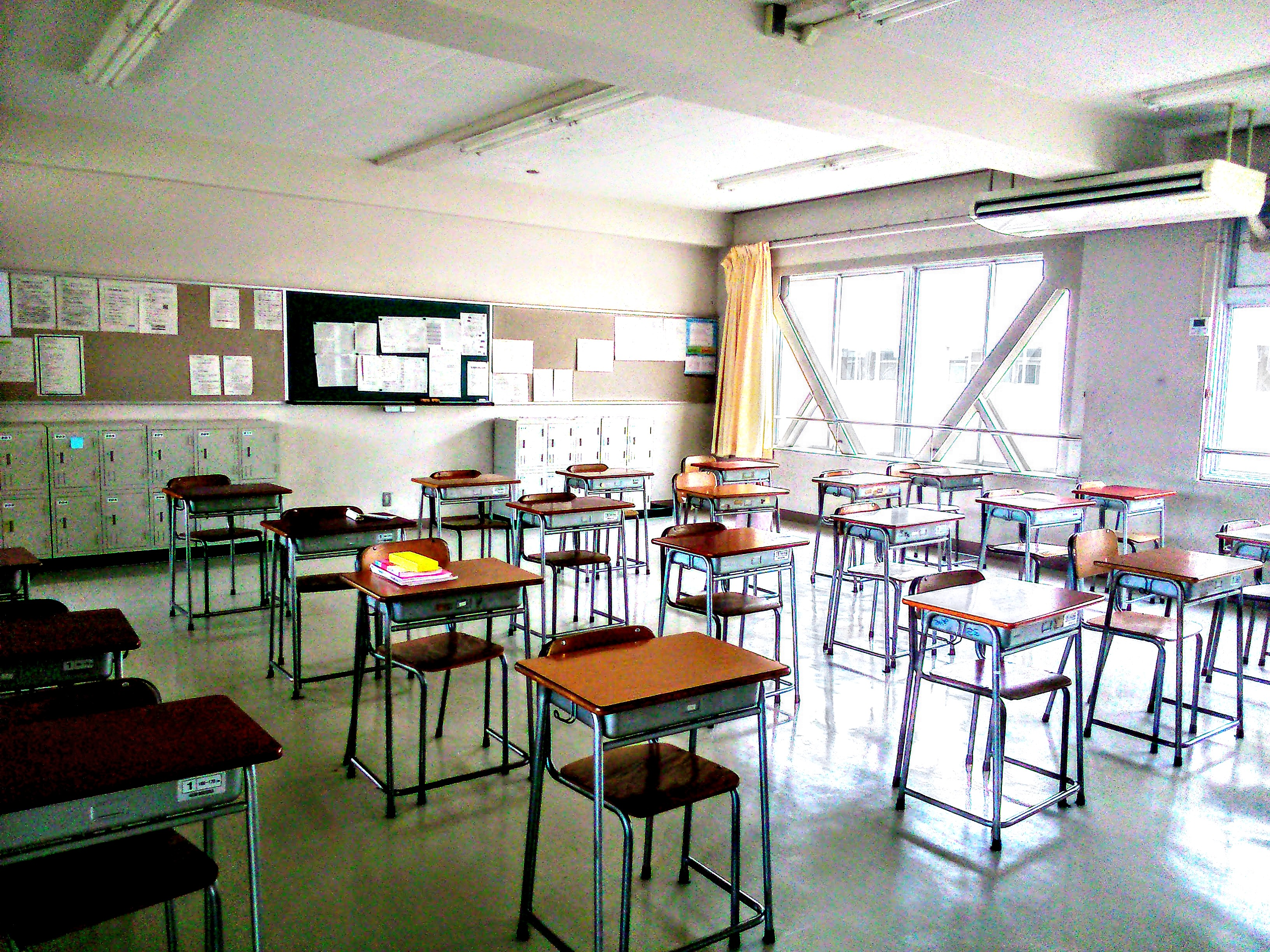
耐震補強工事の骨組みが見られる教室（1年2組）
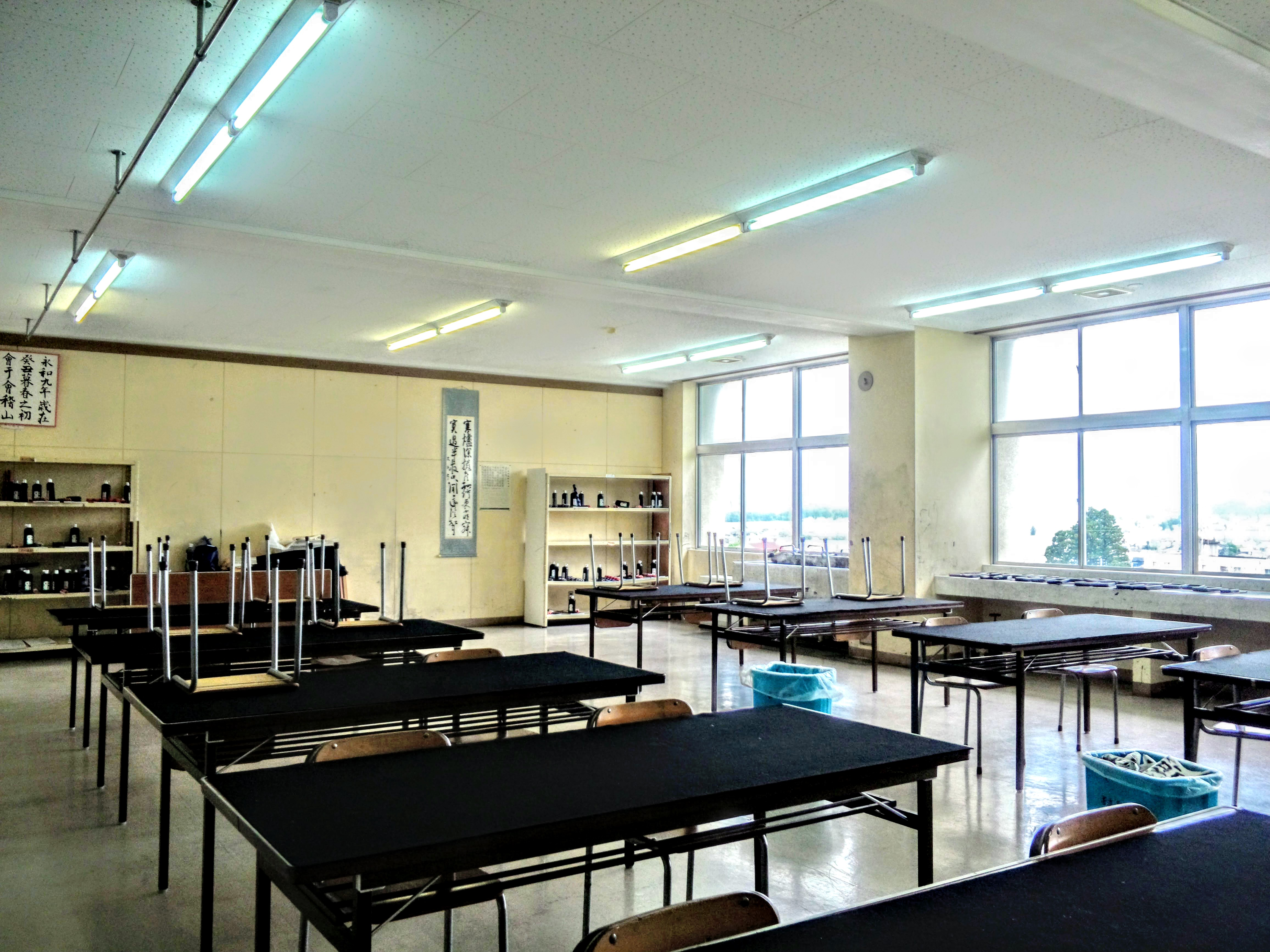
2棟4階の書道教室
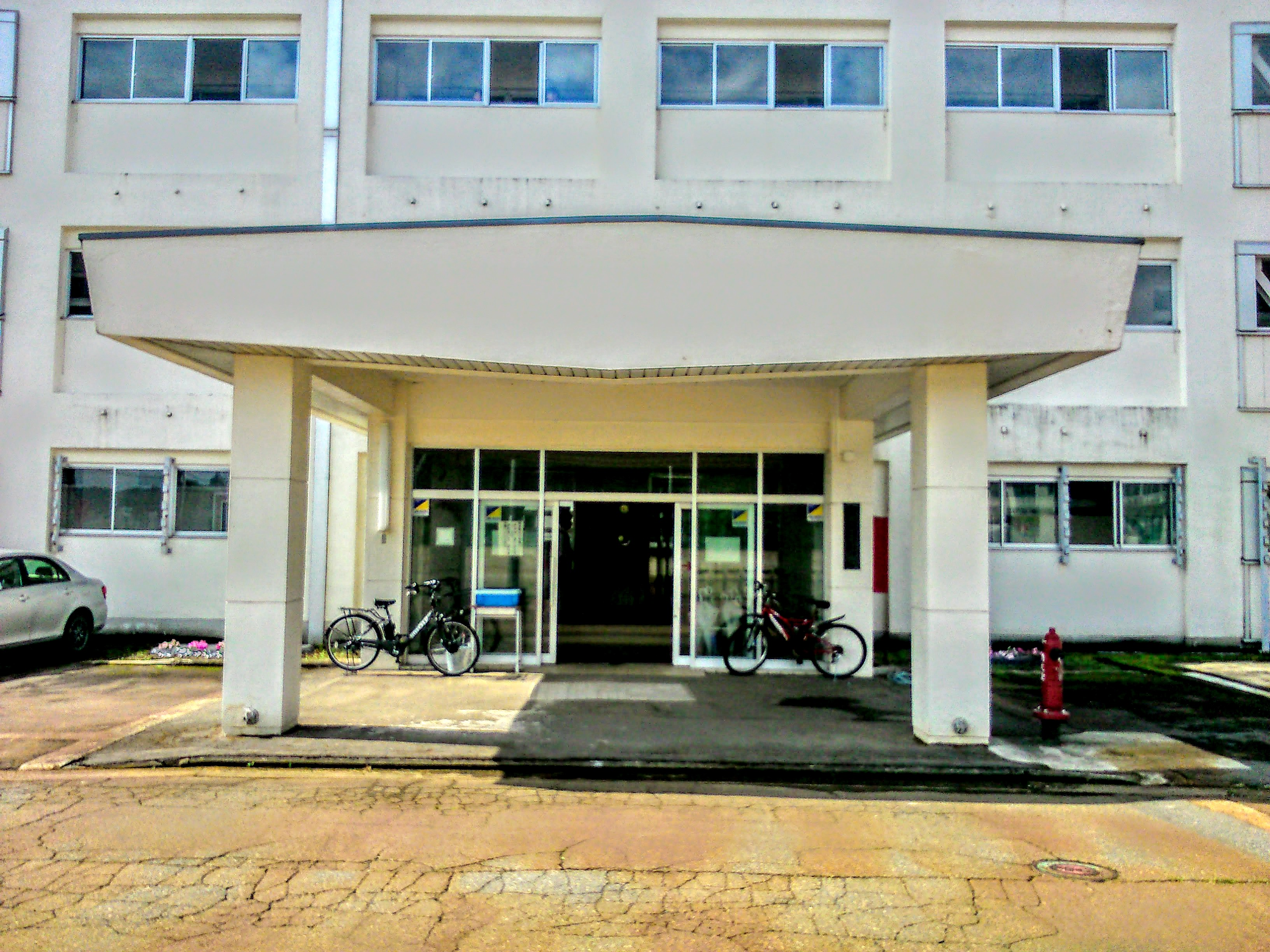
職員玄関
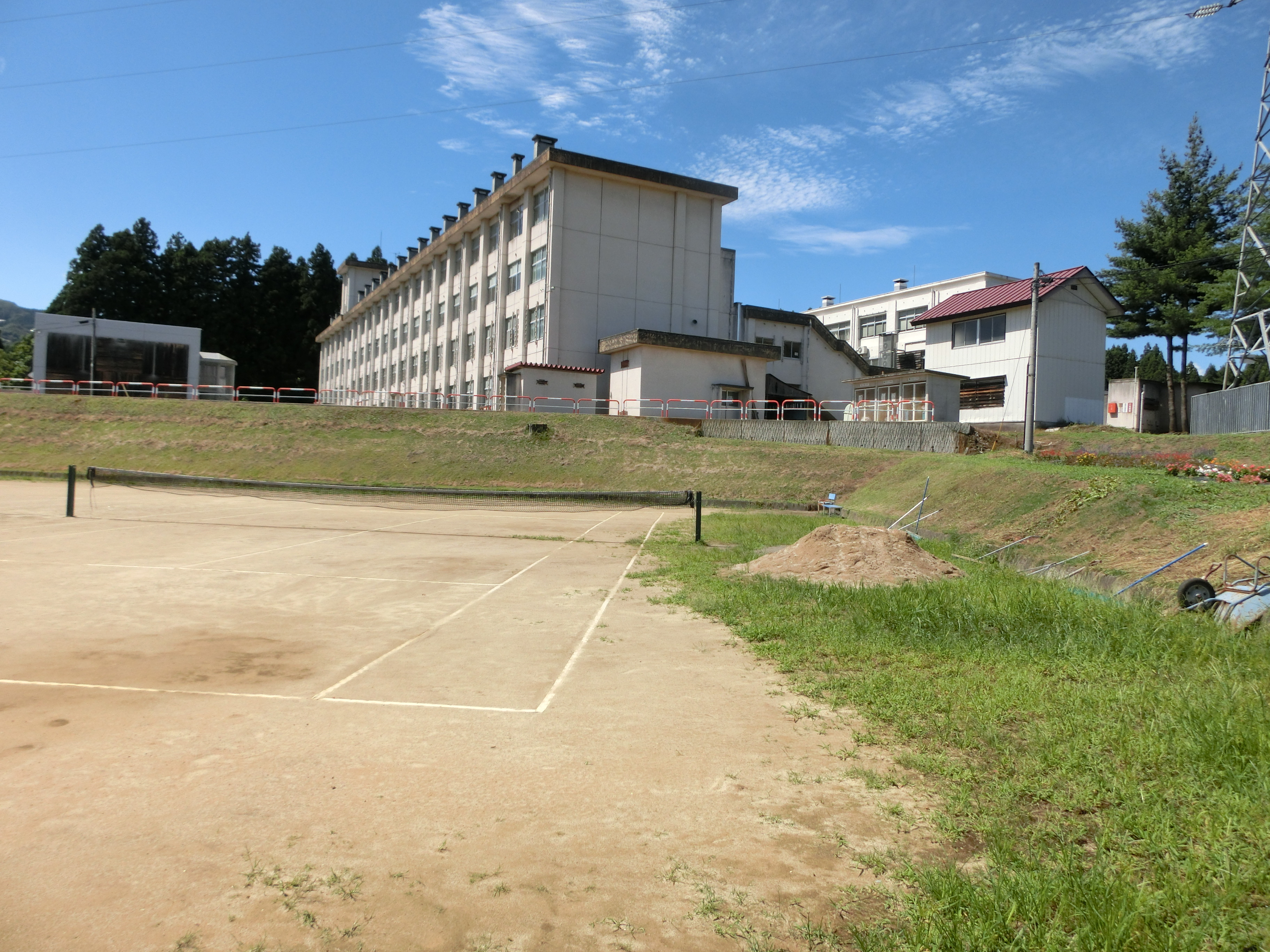
テニスコートから望む第2棟
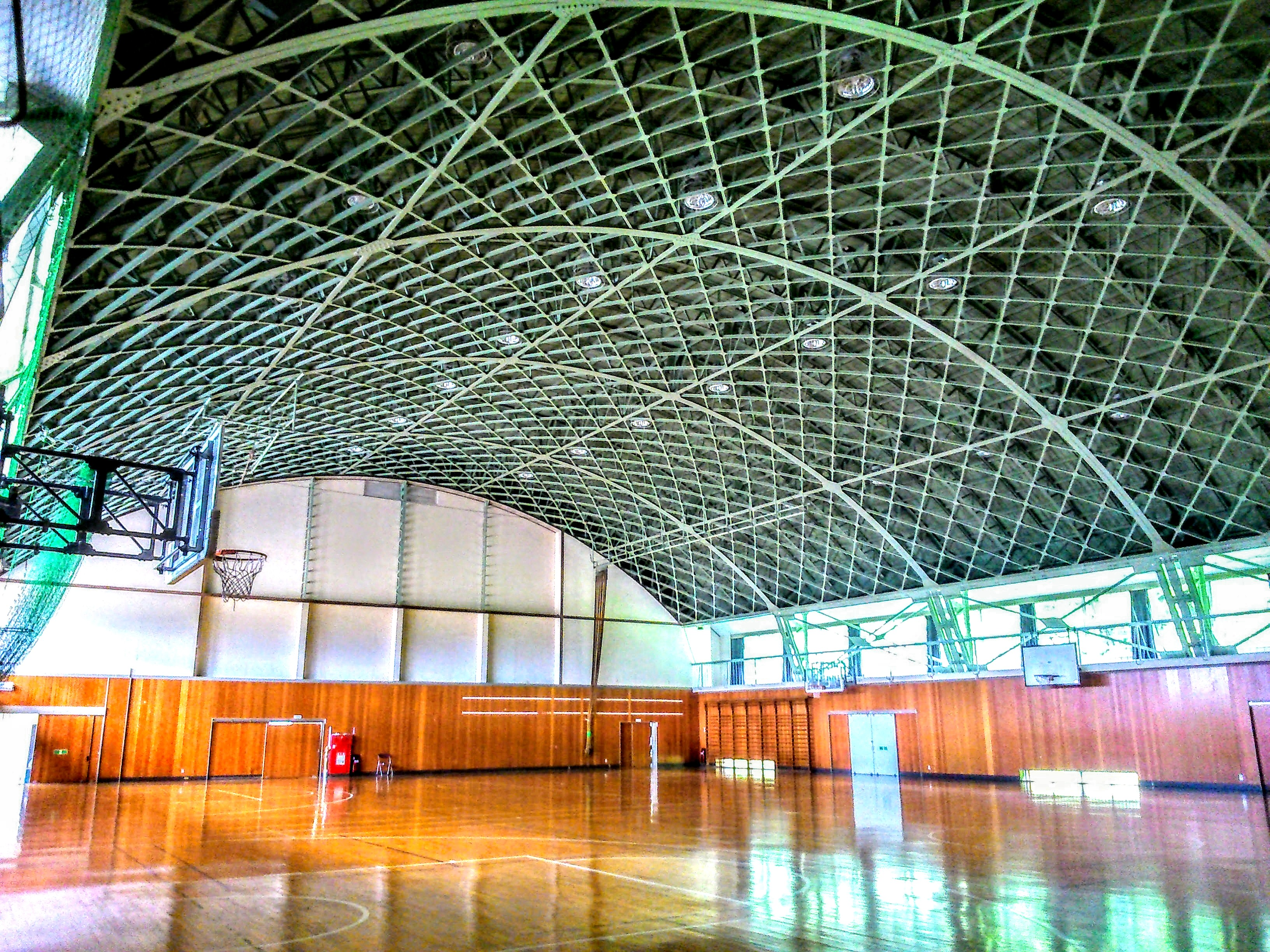
体育館
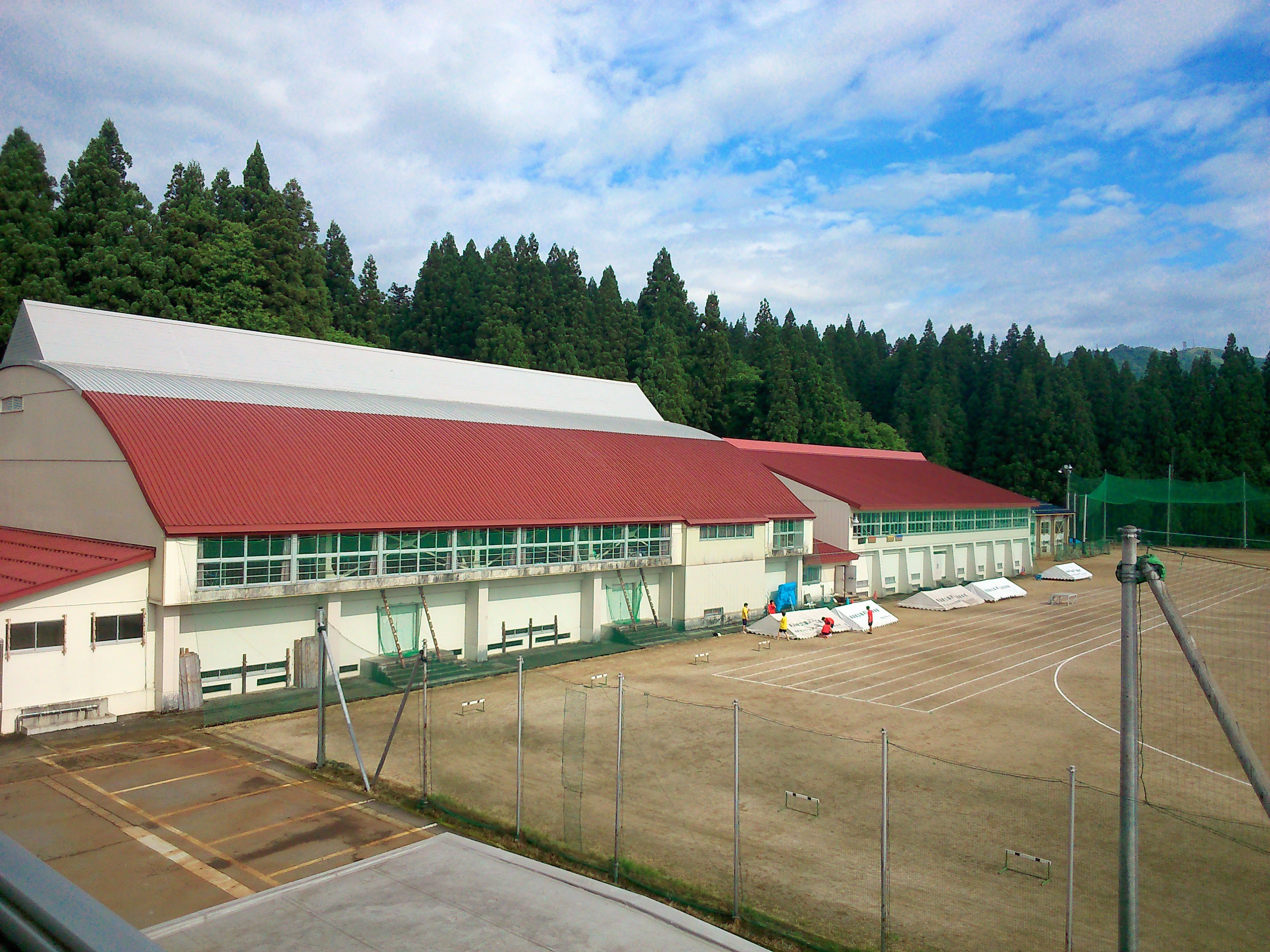
（左）体育館と第2体育館（右）

## 交通・アクセス方法
- JR東日本（上越線）塩沢駅より南へ約700 m、商工坂を登る（徒歩：約15分）
- 南越後観光バス「塩沢上口」バス停より約800 m（徒歩：約15分）

※なお、本校では自転車および居住区域によっては原動機付き自転車による通学が認められている。このため在学中にバイク免許の取得が可能である。

## 著名な関係者

### 在学した著名人
- ダンナ小柳（電撃ネットワーク・入学後に中退）

### 教職員
- 田嵜芳作（元：社会科教諭・詩人・作家）